# Amigdalectomía
La amigdalectomía consiste en la extirpación quirúrgica de las amígdalas.
Esta intervención quirúrgica la lleva a cabo el otorrinolaringólogo. Se realiza bajo anestesia general y dura aproximadamente 30 minutos. Esta cirugía se realiza tanto en niños como en adultos.

## Indicaciones
Los principales motivos que llevan a decidir esta intervención quirúrgica 
están relacionados con:
- Ronquidos y apneas del sueño.
- Amigdalitis recurrente.
- Antecedente de dos o más abscesos periamigdalinos (acumulación de pus en el espacio entre la cápsula amigdalina y el tejido faríngeo en el que ésta se inserta).
- Halitosis (mal aliento) que no responde con otras medidas. Esta halitosis normalmente aparece por la acumulación de caseum.[cita requerida]

El postoperatorio requiere como medidas básicas una dieta blanda y fría y la ingesta de analgésicos para tratar el dolor de garganta los primeros días.

## Mitos sobre la amigdalectomía
- "Es muy pequeño para operarse": No hay edad mínima para realizar esta intervención aunque lo más común es que se haga después de los 2 años de vida.[cita requerida]
- "Las amígdalas pueden volver a crecer": Las amígdalas no vuelven a crecer. Hay confusiones a veces con las adenoides, que pueden volver a crecer excepcionalmente después de operadas en los chicos menores de 3 años.[cita requerida]
- "Si se quitan las amígdalas se bajan las defensas": Puede que al principio la persona pueda estar más propensa a enfermarse, pero las defensas siguen en la misma proporción y por lo tanto la persona desarrolla su vida normalmente.[cita requerida]